# Anabel Medina Garrigues
Ana Isabel Medina Garrigues, detta Anabel (Valencia, 31 luglio 1982), è un'allenatrice di tennis ed ex tennista spagnola.
In carriera si è aggiudicata 11 tornei WTA in singolare, quasi tutti sulla Terra rossa, raggiungendo la posizione numero 16 al mondo nel maggio 2009.
Ottima doppista, ha vinto in tutto 24 titoli WTA in doppio, tra cui anche due tornei del Grande Slam al Roland Garros nel 2008 e 2009. Sempre nel 2008, si è aggiudicata la medaglia d'argento alle Olimpiadi di Pechino in coppia con la connazionale Virginia Ruano Pascual, perdendo solo in finale contro gli Stati Uniti delle sorelle Williams.

## Carriera

### 1999 - 2005
La sua carriera inizia nel 1999. Vince alcuni tornei ITF fino al 2001, quando si aggiudica il torneo di Palermo. Con María José Martínez Sánchez come compagna di doppio, riesce a vincere ben 4 titoli WTA. Continua vincendo altri titoli ITF, fin quando non si riconferma vincitrice al torneo di Palermo del 2004 battendo in finale Flavia Pennetta per 6-4 6-4. Il 2004 sarà un buon anno anche per il doppio, infatti in coppia con Arantxa Sánchez vince il torneo di Palermo. Nell'anno successivo si impone prima nel torneo di Strasburgo poi si riconferma campionessa a Palermo, battendo stavolta Klára Zakopalová. Vince 2 titoli WTA di doppio, uno con Dinara Safina e l'altro con l'italiana Vinci.

### 2006 - 2007
Nel 2006 è un ottimo anno per la Medina Garrigues, che vince prima a Canberra e poi si riconferma vincitrice a Palermo. In seguito perderà da Anna Čakvetadze il torneo di Guangzhou. Nel 2007 vince per la seconda volta il torneo di Strasburgo battendo in finale Amélie Mauresmo per 6-4 4-6 6-4. Riesce inoltre a vincere il torneo WTA di doppio a Stoccolma in coppia con Virginia Ruano Pascual.

### 2008 - 2009
Nel 2008 vince ancora una volta a Strasburgo ma perde a Fes e a Portorose rispettivamente da Gisela Dulko e Sara Errani. Il 2008 è un anno importante anche per il doppio, infatti si impone al Roland Garros con Virginia Ruano Pascual battendo la coppia Schiavone/Dellacqua. Vince altri tre tornei di doppio, due in coppia con la Ruano e uno con la danese Wozniacki. Nel 2009 vince Fes da Ekaterina Makarova ma perde il torneo di Seul da Kimiko Date Krumm per un doppio 6-3. In doppio si riconferma vincitrice del Rolan Garros con la connazionale Ruano, battendo la squadra Azaranka/Vesnina con un doppio 6-1 6-1.

### 2010 - 2011
Nel 2010 non riesce ad imporsi in nessun torneo in singolo ma nel 2011 si rifà, vincendo l'Estoril contro la tedesca Barrois e vincendo una nuova edizione del torneo di Palermo da Polona Hercog per 6-3 6-2. In doppio, invece, vince tre tornei WTA di doppio con partner diverse, in particolare con la Benešová, la Cîrstea e la Hradecká. Grazie ai suoi ottimi risultati nei Tornei WTA International in singolare, partecipa al Commonwealth Bank Tournament of Champions 2011 perdendo, però, dalla serba Ana Ivanović per 6-3 6-0. Vince inoltre due titoli WTA in doppio. In singolare termina la stagione alla posizione nº27 del ranking.

### 2012
Il 2012 è un anno con scarsi risultati in singolare e in doppio per la Medina Garrigues. Ad Hobart perde al secondo turno dalla tedesca Barthel. All'Australian Open si ritira al terzo turno contro Li Na per una distorsione alla caviglia. Febbraio porta pessimi risultati, perde al primo turno a Parigi(Indoors), si ferma al secondo turno a Doha ed al primo a Dubai.
Terzo turno ad Indian Wells, eliminata dalla Görges per 6-3 6-4. Sia a Miami che a Charleston si ferma al secondo turno, eliminata rispettivamente da Chanelle Scheepers e da Anastasija Rodionova. Primi quarti di finale della stagione a Fes, eliminata dalla Halep. Opportunità perse al secondo turno dell'Estoril, dove viene eliminata dalla connazionale Soler Espinosa per 3-6 6-3 7-5, dopo un match point nel terzo set. In seguito si fermerà due volte al terzo turno, prima Mutua e poi a Roma. A Strasburgo, torneo che la spagnola si è aggiudicata ben tre volte, perde dalla francese Cornet, finalista che poi verrà eliminata in semplici set dalla Schiavone. Al Roland Garros perde inaspettatamente al terzo turno da Petra Martić per 6-2 6-1.

## Statistiche

### Singolare

#### Vittorie (11)
| Legenda: Prima del 2009     | Legenda: Dal 2009     |
| --------------------------- | --------------------- |
| Grande Slam (0)             |                       |
| Ori Olimpici (0)            |                       |
| WTA Finals (0)              |                       |
| Tournament of Champions (0) |                       |
| Tier I (0)                  | Premier Mandatory (0) |
| Tier II (0)                 | Premier 5 (0)         |
| Tier III (3)                | Premier (0)           |
| Tier IV (5)                 | International (3)     |

| N.  | Data            | Torneo                                           | Superficie  | Avversaria in finale    | Punteggio        |
| 1.  | 15 luglio 2001  | Internazionali Femminili di Palermo, Palermo     | Terra rossa | Cristina Torrens Valero | 6–4, 6–4         |
| 2.  | 25 luglio 2004  | Internazionali Femminili di Palermo, Palermo (2) | Terra rossa | Flavia Pennetta         | 6–4, 6–4         |
| 3.  | 21 maggio 2005  | Internationaux de Strasbourg, Strasburgo         | Terra rossa | Marta Domachowska       | 6–4, 6–3         |
| 4.  | 24 luglio 2005  | Internazionali Femminili di Palermo, Palermo (3) | Terra rossa | Klára Zakopalová        | 6–4, 6–0         |
| 5.  | 13 gennaio 2006 | Canberra International, Canberra                 | Cemento     | Yoon Jeong Cho          | 6–4, 0–6, 6–4    |
| 6.  | 23 luglio 2006  | Internazionali Femminili di Palermo, Palermo (4) | Terra rossa | Tathiana Garbin         | 6–4, 6–4         |
| 7.  | 26 maggio 2007  | Internationaux de Strasbourg, Strasburgo (2)     | Terra rossa | Amélie Mauresmo         | 6–4, 4–6, 6–4    |
| 8.  | 24 maggio 2008  | Internationaux de Strasbourg, Strasburgo (3)     | Terra rossa | Katarina Srebotnik      | 4-6, 7-6(4), 6-0 |
| 9.  | 2 maggio 2009   | Grand Prix SAR La Princesse Lalla Meryem, Fès    | Terra rossa | Ekaterina Makarova      | 6-0, 6-1         |
| 10. | 30 aprile 2011  | Estoril Open, Estoril                            | Terra rossa | Kristina Barrois        | 6-1, 6-2         |
| 11. | 17 luglio 2011  | Internazionali Femminili di Palermo, Palermo (5) | Terra rossa | Polona Hercog           | 6–3, 6–2         |

#### Sconfitte (7)
| Legenda: Prima del 2009     | Legenda: Dal 2009     |
| --------------------------- | --------------------- |
| Grande Slam (0)             |                       |
| Argenti Olimpici (0)        |                       |
| WTA Finals (0)              |                       |
| Tournament of Champions (1) |                       |
| Tier I (0)                  | Premier Mandatory (0) |
| Tier II (0)                 | Premier 5 (0)         |
| Tier III (2)                | Premier (0)           |
| Tier IV (3)                 | International (1)     |

| N. | Data              | Torneo                                          | Superficie  | Avversaria in finale | Punteggio      |
| 1. | 13 gennaio 2002   | Moorilla Hobart International, Hobart           | Cemento     | Martina Suchá        | 6(7)–7, 1-6    |
| 2. | 23 febbraio 2003  | Copa Colsanitas, Bogotà                         | Terra rossa | Fabiola Zuluaga      | 3-6, 2-6       |
| 3. | 1º ottobre 2006   | Guangzhou International Women's Open, Canton    | Cemento     | Anna Čakvetadze      | 1-6, 4-6       |
| 4. | 4 maggio 2008     | Grand Prix SAR La Princesse Lalla Meryem, Fès   | Terra rossa | Gisela Dulko         | 6(2)–7, 6(5)–7 |
| 5. | 27 luglio 2008    | Banka Koper Slovenia Open, Portorož             | Cemento     | Sara Errani          | 3-6, 3-6       |
| 6. | 27 settembre 2009 | Hansol Korea Open, Seul                         | Cemento     | Kimiko Date-Krumm    | 3-6, 3-6       |
| 7. | 5 novembre 2011   | Commonwealth Bank Tournament of Champions, Bali | Cemento (i) | Ana Ivanović         | 3-6, 0-6       |

### Doppio

#### Vittorie (28)
| Legenda: Prima del 2009 | Legenda: Dal 2009     |
| ----------------------- | --------------------- |
| Grande Slam (2)         |                       |
| Ori Olimpici (0)        |                       |
| WTA Finals (0)          |                       |
| WTA Elite Trophy (0)    |                       |
| Tier I (0)              | Premier Mandatory (0) |
| Tier II (1)             | Premier 5 (0)         |
| Tier III (3)            | Premier (2)           |
| Tier IV (7)             | International (13)    |

| No. | Data              | Torneo                                        | Superficie    | Compagna                    | Finaliste                                 | Punteggio           |
| 1.  | 4 marzo 2001      | Abierto Mexicano Telcel, Acapulco             | Terra rossa   | María José Martínez Sánchez | Virginia Ruano Pascual Paola Suárez       | 6–4, 6(5)–7, 7–5    |
| 2.  | 4 aprile 2001     | Porto Open, Porto                             | Terra rossa   | María José Martínez Sánchez | Alexandra Fusai Rita Grande               | 6–1, 6(5)–7, 7–5    |
| 3.  | 6 maggio 2001     | Croatian Bol Ladies Open, Bol                 | Terra rossa   | María José Martínez Sánchez | Nadia Petrova Tina Pisnik                 | 7–5, 6–4            |
| 4.  | 5 agosto 2001     | Swiss Indoors, Basilea                        | Sintetico (i) | María José Martínez Sánchez | Joannette Kruger Marta Marrero            | 7–6(5), 6–2         |
| 5.  | 25 luglio 2004    | Internazionali Femminili di Palermo, Palermo  | Terra rossa   | Arantxa Sánchez Vicario     | Ľubomíra Kurhajcová Henrieta Nagyová      | 6–3, 7–6(4)         |
| 6.  | 18 giugno 2005    | Ordina Open, 's-Hertogenbosch                 | Erba          | Dinara Safina               | Iveta Benešová Nuria Llagostera Vives     | 6–4, 2–6, 7–6(11)   |
| 7.  | 25 settembre 2005 | Banka Koper Slovenia Open, Portorose          | Cemento       | Roberta Vinci               | Jelena Kostanić Tošić Katarina Srebotnik  | 6–4, 5–7, 6–2       |
| 8.  | 30 luglio 2007    | Nordea Nordic Light Open, Stoccolma           | Cemento       | Virginia Ruano Pascual      | Chin-Wei Chan Tetjana Lužans'ka           | 6–1, 5–7, [10–6]    |
| 9.  | 11 gennaio 2008   | Moorilla Hobart International, Hobart         | Cemento       | Virginia Ruano Pascual      | Eléni Daniilídou Jasmin Wöhr              | 6–2, 6–4            |
| 10. | 6 giugno 2008     | Open di Francia, Parigi                       | Terra rossa   | Virginia Ruano Pascual      | Casey Dellacqua Francesca Schiavone       | 2–6, 7–5, 6–4       |
| 11. | 24 luglio 2008    | Banka Koper Slovenia Open, Portorose (2)      | Cemento       | Virginia Ruano Pascual      | Vera Duševina Ekaterina Makarova          | 6–4, 6–1            |
| 12. | 28 settembre 2008 | China Open, Pechino                           | Cemento       | Caroline Wozniacki          | Han Xinyun Xu Yi-Fan                      | 6–1, 6–3            |
| 13. | 5 giugno 2009     | Open di Francia, Parigi (2)                   | Terra rossa   | Virginia Ruano Pascual      | Viktoryja Azaranka Elena Vesnina          | 6-1, 6–1            |
| 14. | 1º maggio 2010    | Grand Prix SAR La Princesse Lalla Meryem, Fès | Terra rossa   | Iveta Benešová              | Lucie Hradecká Renata Voráčová            | 6–3, 6–1            |
| 15. | 8 maggio 2010     | Estoril Open, Estoril                         | Terra rossa   | Sorana Cîrstea              | Vitalija D'jačenko Aurélie Védy           | 6–1, 7–5            |
| 16. | 25 luglio 2010    | Gastein Ladies, Bad Gastein                   | Terra rossa   | Lucie Hradecká              | Timea Bacsinszky Tathiana Garbin          | 6(2)–7, 6–1, [10–5] |
| 17. | 19 febbraio 2011  | Copa Colsanitas, Bogotà                       | Terra rossa   | Edina Gallovits             | Sharon Fichman Laura Pous Tió             | 2–6, 7–6(6), [11–9] |
| 18. | 10 luglio 2011    | Hungarian Grand Prix, Budapest                | Terra rossa   | Alicja Rosolska             | Natalie Grandin Vladimíra Uhlířová        | 6–2, 6–2            |
| 19. | 2 marzo 2013      | WTA Brasil Tennis Cup, Florianópolis          | Cemento       | Jaroslava Švedova           | Anne Keothavong Valerija Savinych         | 6-0, 6-4            |
| 20. | 22 giugno 2013    | Ordina Open, 's-Hertogenbosch (2)             | Erba          | Irina-Camelia Begu          | Dominika Cibulková Arantxa Parra Santonja | 4-6, 7-6(3), [11-9] |
| 21. | 21 luglio 2013    | Swedish Open, Båstad                          | Terra rossa   | Klára Zakopalová            | Alexandra Dulgheru Flavia Pennetta        | 6-1, 6-4            |
| 22. | 28 febbraio 2014  | Brasil Tennis Cup, Florianópolis (2)          | Cemento       | Jaroslava Švedova           | Francesca Schiavone Sílvia Soler Espinosa | 7-6(1), 2-6, [10-3] |
| 23. | 6 aprile 2014     | Family Circle Cup, Charleston                 | Terra verde   | Jaroslava Švedova           | Chan Hao-ching Chan Yung-jan              | 7-6(4), 6-2         |
| 24. | 15 febbraio 2015  | Proximus Diamond Games, Anversa               | Cemento (i)   | Arantxa Parra Santonja      | An-Sophie Mestach Alison Van Uytvanck     | 6-4, 3-6, [10-5]    |
| 25. | 23 maggio 2015    | Nürnberger Versicherungscup, Norimberga       | Terra rossa   | Chan Hao-ching              | Lara Arruabarrena Raluca Olaru            | 6–4, 7–6(5)         |
| 26. | 27 febbraio 2016  | Abierto Mexicano Telcel, Acapulco (2)         | Cemento       | Arantxa Parra Santonja      | Kiki Bertens Johanna Larsson              | 6–0, 6–4            |
| 27. | 6 marzo 2016      | Monterrey Open, Monterrey                     | Cemento       | Arantxa Parra Santonja      | Petra Martić Maria Sanchez                | 4-6, 7-5, [10-7]    |
| 28. | 21 maggio 2016    | Internationaux de Strasbourg, Strasburgo      | Terra rossa   | Arantxa Parra Santonja      | María Irigoyen Liang Chen                 | 6-2, 6-0            |

#### Sconfitte (18)
| Legenda: Prima del 2009 | Legenda: Dal 2009     |
| ----------------------- | --------------------- |
| Grande Slam (0)         |                       |
| Argenti Olimpici (1)    |                       |
| WTA Finals (0)          |                       |
| WTA Elite Trophy (1)    |                       |
| Tier I (1)              | Premier Mandatory (0) |
| Tier II (4)             | Premier 5 (0)         |
| Tier III (2)            | Premier (3)           |
| Tier IV (3)             | International (3)     |

| No. | Data             | Torneo                                         | Superficie    | Compagna                    | Finaliste                               | Punteggio        |
| 1.  | 15 luglio 2001   | Internazionali Femminili di Palermo, Palermo   | Terra rossa   | María José Martínez Sánchez | Tathiana Garbin Janette Husárová        | 6–4, 2-6, 4-6    |
| 2.  | 23 febbraio 2004 | Copa Colsanitas, Bogotà                        | Terra rossa   | Arantxa Parra Santonja      | Jasmin Wöhr Barbara Schwartz            | 1-6, 3-6         |
| 3.  | 10 gennaio 2005  | Moorilla Hobart International, Hobart          | Cemento       | Dinara Safina               | Yan Zi Zheng Jie                        | 4-6, 5-7         |
| 4.  | 7 febbraio 2005  | Open Gaz de France, Parigi                     | Sintetico (i) | Dinara Safina               | Iveta Benešová Květa Peschke            | 2-6, 6-2, 2-6    |
| 5.  | 14 febbraio 2005 | Proximus Diamond Games, Anversa                | Sintetico (i) | Dinara Safina               | Cara Black Els Callens                  | 6–3, 4-6, 4-6    |
| 6.  | 9 maggio 2005    | Internazionali BNL d'Italia, Roma              | Terra rossa   | Marija Kirilenko            | Cara Black Liezel Huber                 | 0-6, 6-4, 1-6    |
| 7.  | 7 maggio 2006    | Warsaw Open, Varsavia                          | Terra rossa   | Katarina Srebotnik          | Elena Likhovtseva Anastasia Myskina     | 3-6, 4-6         |
| 8.  | 13 gennaio 2007  | Moorilla Hobart International, Hobart (2)      | Cemento       | Virginia Ruano Pascual      | Elena Likhovtseva Elena Vesnina         | 4-6, 5-7         |
| 9.  | 9 aprile 2007    | Bausch & Lomb Championships, Amelia Island     | Terra verde   | Virginia Ruano Pascual      | Mara Santangelo Katarina Srebotnik      | 3-6, 6(4)-7      |
| 10. | 18 giugno 2008   | Ordina Open, 's-Hertogenbosch                  | Erba          | Virginia Ruano Pascual      | Chan Yung-Jan Chuang Chia-Jung          | 5-7, 2-6         |
| 11. | 17 agosto 2008   | Tennis ai Giochi della XXIX Olimpiade, Pechino | Cemento       | Virginia Ruano Pascual      | Serena Williams Venus Williams          | 2-6, 0-6         |
| 12. | 6 aprile 2009    | Andalucia Tennis Experience, Marbella          | Terra rossa   | Virginia Ruano Pascual      | Klaudia Jans Alicja Rosolska            | 3-6, 3-6         |
| 13. | 11 luglio 2010   | GDF SUEZ Grand Prix, Budapest                  | Terra rossa   | Sorana Cîrstea              | Timea Bacsinszky Tathiana Garbin        | 3-6, 3-6         |
| 14. | 8 aprile 2012    | Family Circle Cup, Charleston                  | Terra verde   | Jaroslava Švedova           | Anastasija Pavljučenkova Lucie Šafářová | 7-5, 4-6, [6-10] |
| 15. | 24 agosto 2013   | New Haven Open at Yale, New Haven              | Cemento       | Katarina Srebotnik          | Sania Mirza Zheng Jie                   | 3-6, 4-6         |
| 16. | 9 agosto 2015    | Bank of the West Classic, Stanford             | Cemento       | Arantxa Parra Santonja      | Xu Yifan Zheng Saisai                   | 1-6, 3-6         |
| 17. | 25 ottobre 2015  | BGL Luxembourg Open, Lussemburgo               | Cemento (i)   | Arantxa Parra Santonja      | Mona Barthel Laura Siegemund            | 2-6, 6(2)-7      |
| 18. | 8 novembre 2015  | WTA Elite Trophy, Zhuhai                       | Cemento (i)   | Arantxa Parra Santonja      | Liang Chen Wang Yafan                   | 4-6, 3-6         |

## Risultati in progressione
| Sigla | Risultato               |
| ----- | ----------------------- |
| V     | Vincitore               |
| F     | Finalista               |
| SF    | Semifinalista           |
| O     | Oro olimpico            |
| A     | Argento olimpico        |
| SF    | Bronzo olimpico         |
| QF    | Quarti di Finale        |
| 4T    | Quarto turno            |
| 3T    | Terzo turno             |
| 2T    | Secondo turno           |
| 1T    | Primo turno             |
| RR    | Round Robin             |
| LQ    | Turno di qualificazione |
| A     | Assente                 |
| ND    | Non disputato           |

| Legenda superfici    |
| -------------------- |
| Cemento              |
| Terra battuta        |
| Erba                 |
| Superficie variabile |

### Singolare
| Australian Open           | 2T            | 4T            | 1T            | 3T            | 1T            | 1T            | 1T            | 2T            | 4T            | 1T            | 1T            | 3T           | 1T           | 1T           | 12–14   |
| Open di Francia           | 1T            | A             | A             | 2T            | 3T            | 3T            | 4T            | 3T            | 2T            | 2T            | 2T            | 3T           | 1T           | A            | 15–11   |
| Wimbledon                 | 1T            | A             | A             | 1T            | 1T            | 3T            | 1T            | 3T            | 3T            | 1T            | 1T            | 2T           | 1T           | A            | 7–11    |
| US Open                   | 1T            | A             | A             | 2T            | 3T            | 1T            | 3T            | 2T            | 2T            | 1T            | 3T            | 1T           | 1T           | A            | 9-10    |
| Vittorie-sconfitte        | 1–4           | 3–1           | 0–1           | 4–4           | 4–4           | 4–4           | 5–4           | 6–4           | 7–4           | 1–4           | 3–4           | 5–4          | 0–4          | 0–1          | 43–46   |
| Giochi Olimpici           |               |               |               |               |               |               |               |               |               |               |               |              |              |              |         |
| Giochi olimpici estivi    | Non disputato | Non disputato | Non disputato | 1R            | Non disputato | Non disputato | Non disputato | 1R            | Non disputato | Non disputato | Non disputato | 1R           | ND           | ND           | 0–3     |
| Tornei di fine anno       |               |               |               |               |               |               |               |               |               |               |               |              |              |              |         |
| WTA Tour Championships    | Assente       | Assente       | Assente       | Assente       | Assente       | Assente       | Assente       | Assente       | Assente       | Assente       | Assente       | Assente      | Assente      |              | 0–0     |
| Tournament of Champions   | Non disputato | Non disputato | Non disputato | Non disputato | Non disputato | Non disputato | Non disputato | Non disputato | RR            | A             | F             | A            | A            | A            | 2–3     |
| WTA Premier Mandatory     |               |               |               |               |               |               |               |               |               |               |               |              |              |              |         |
| Indian Wells              | A             | A             | A             | 2R            | 3R            | 2R            | 1R            | 4R            | 1R            | 2R            | 2R            | 3R           | 3R           | A            | 11–10   |
| Miami                     | A             | A             | A             | 2R            | 2R            | 2R            | 2R            | 2R            | 4R            | 2R            | 4R            | 2R           | 1R           | A            | 12–10   |
| Madrid                    | Non disputato | Non disputato | Non disputato | Non disputato | Non disputato | Non disputato | Non disputato | Non disputato | 1R            | 3R            | 1R            | 3R           | QF           | 1R           | 7–6     |
| Pechino                   | Non disputato | Non disputato | Non disputato | Non disputato | Not Tier 1    | Not Tier 1    | Not Tier 1    | Not Tier 1    | 2R            | 1R            | 1R            | 1R           | A            | A            | 1–3     |
| WTA Premier 5             |               |               |               |               |               |               |               |               |               |               |               |              |              |              |         |
| Dubai                     | Non disputato | Non disputato | Non disputato | Non disputato | Not Tier 1    | Not Tier 1    | Not Tier 1    | Not Tier 1    | 3R            | 2R            | A             | No Premier 5 | No Premier 5 | No Premier 5 | 3–2     |
| Roma                      | A             | A             | 1R            | A             | 2R            | 3R            | QF            | 2R            | 1R            | A             | 3R            | 3R           | 1R           | A            | 11–9    |
| Cincinnati                | Non disputato | Non disputato | Non disputato | Non disputato | Non disputato | Not Tier 1    | Not Tier 1    | Not Tier 1    | A             | 1R            | 1R            | 2R           | A            | A            | 1–3     |
| Montréal / Toronto        | A             | A             | A             | A             | 2R            | 2R            | 1R            | A             | 1R            | 1R            | 2R            | A            | A            | A            | 3–6     |
| Tokyo                     | A             | A             | A             | A             | A             | A             | A             | A             | 1R            | 1R            | A             | 1R           | A            | A            | 0–3     |
| Carriera                  |               |               |               |               |               |               |               |               |               |               |               |              |              |              |         |
| Vittorie-sconfitte totali | 28–24         | 11–6          | 39–22         | 37–27         | 30–25         | 37–25         | 28–25         | 45–27         | 33–28         | 22–26         | 35–18         | 23–26        | 19–26        | 3–9          | 477–351 |
| Finali raggiunte          | 1             | 1             | 1             | 1             | 2             | 3             | 1             | 3             | 2             | 0             | 3             | 0            | 0            |              |         |
| Tornei vinti              | 1             | 0             | 0             | 1             | 2             | 2             | 1             | 1             | 1             | 0             | 2             | 0            | 0            |              |         |
| Ranking di fine anno      | 66            | 116           | 71            | 39            | 34            | 27            | 35            | 22            | 28            | 73            | 27            | 50           | 100          |              |         |

## Vittorie contro giocatrici Top 10
| Stagione | 2005 | 2006 | 2007 | 2008 | 2009 | 2010 | 2011 | 2012 | Totale |
| Vittorie | 1    | 0    | 1    | 1    | 0    | 0    | 1    | 1    | 5      |

| #    | Giocatrice         | Ranking | Evento                                   | Superficie  | Turno | Punteggio             | Rank. AMGR |
| ---- | ------------------ | ------- | ---------------------------------------- | ----------- | ----- | --------------------- | ---------- |
| 2005 |                    |         |                                          |             |       |                       |            |
| 1.   | Elena Dement'eva   | 6       | New Haven Open, New Haven                | Cemento     | QF    | 6-4, 6-3              | 33         |
| 2007 |                    |         |                                          |             |       |                       |            |
| 2.   | Amélie Mauresmo    | 5       | Internationaux de Strasbourg, Strasburgo | Terra rossa | F     | 6-4, 4-6, 6-4         | 27         |
| 2008 |                    |         |                                          |             |       |                       |            |
| 3.   | Vera Zvonarëva     | 8       | Zurich Open, Zurigo                      | Cemento (i) | 2T    | 6-3, 3-0 rit.         | 30         |
| 2011 |                    |         |                                          |             |       |                       |            |
| 4.   | Marion Bartoli     | 9       | Tournament of Champions, Bali            | Cemento (i) | QF    | 6-4, 6(7)-7, 1-0 rit. | 28         |
| 2012 |                    |         |                                          |             |       |                       |            |
| 5.   | Caroline Wozniacki | 8       | Internazionali d'Italia, Roma            | Terra rossa | 2T    | 6-4, 4-0 rit.         | 31         |